# Гавличкув-Брод
Гавлічкув-Брод (чеськ. Havlíčkův Brod), до 1945 року Німецький Брод (чеськ. Německý Brod), Дойчброд (нім. Deutschbrod) — місто в краї Височина Чехії. Розташоване на річці Сазаві, в межах Богемсько-Моравської височини.
Населення 24,3 тис. осіб (2003). Площа 64,9 км.
Розвинуто машинобудування, текстильна та харчова промисловість.

## Історія
Спочатку населений пункт називався просто Брод, він отримав розвиток внаслідок відкриття срібних родовищ на Сазаві у 1-й половині XIII століття. Перша письмова згадка відноситься до 1256 року і пов'язана з пожалуванням власником Бродського панства Смілом з Ліхтенбурку частини від доходів зі срібних копалень біля Брода трьом чеським цистерціанським монастирям. Невідомо, чи був у той період Брод гірницьким містом в інституційному сенсі, але у 1256 році в Броді вже була парафія, що належала Тевтонському ордену. Першу достовірну згадку про існування міста Брода зі своїм рихтаржем (iudex) та бюргерами (cives) можна знайти в документі від 1261 року, проте з інших грамот про адміністративний поділ районів видобутку срібла можна побічно зробити висновок, що Брід функціонував як місто вже у 1257 році. Ймовірно, першим рихтаржем Брода був Вернхер на прізвисько Рібарж (Рибак), згадуваний у документах у період з 1265 по 1289 роки. Печатка міста відома з 1269 року. Місто отримало право будувати міські стіни наприкінці 1278 року. Будівництво головної фортечної стіни почалося близько 1310 року, а повністю міські укріплення були завершені приблизно в середині XIV століття.
Населення Брода з XIII століття було переважно німецьким, тому з 1310 він був відомий як Німецький Брід.
Під час Гуситських війн населення міста підтримало короля Сигізмунда, тому 22 січня 1422 року місто було зруйноване Яном Жижкою (відбудоване знову у 1429 році).
Протягом XVI-XVII було культурним центром; промисловість (переважно — текстильна) набула розвитку у ХІХ столітті. Тоді ж місто стало великим залізничним вузлом. Все німецьке населення міста було виселено у 1945 році. У тому ж році місто отримало свою сучасну назву на честь письменника XIX століття Карела Гавлічека-Боровського.
У місті діє науково-дослідний та селекційний інститут картоплярства.

## Населення
| Рік  | Чисельність | Чисельність |
| ---- | ----------- | ----------- |
| 1869 | 4987        | [ 8 ]       |
| 1869 | 8189        | [ 9 ]       |
| 1880 | 8811        | [ 9 ]       |
| 1890 | 9359        | [ 9 ]       |
| 1900 | 10 240      | [ 9 ]       |
| 1910 | 12 628      | [ 9 ]       |
| 1910 | 8529        | [ 8 ]       |
| 1921 | 8986        | [ 8 ]       |
| 1921 | 13 150      | [ 9 ]       |

| Рік  | Чисельність | Чисельність |
| ---- | ----------- | ----------- |
| 1930 | 10 760      | [ 8 ]       |
| 1930 | 15 232      | [ 9 ]       |
| 1950 | 13 173      | [ 8 ]       |
| 1950 | 17 238      | [ 9 ]       |
| 1961 | 14 927      | [ 8 ]       |
| 1961 | 17 533      | [ 9 ]       |
| 1970 | 20 197      | [ 9 ]       |
| 1970 | 17 804      | [ 8 ]       |
| 1980 | 24 550      | [ 8 ]       |

| Рік  | Чисельність | Чисельність |
| ---- | ----------- | ----------- |
| 1980 | 23 146      | [ 9 ]       |
| 1991 | 24 472      | [ 9 ]       |
| 1991 | 24 872      | [ 8 ]       |
| 2001 | 24 375      | [ 9 ]       |
| 2012 | 23 549      |             |
| 2014 | 23 345      | [ 10 ]      |
| 2016 | 23 234      | [ 11 ]      |
| 2017 | 23 145      | [ 12 ]      |
| 2018 | 23 101      | [ 13 ]      |

| Рік  | Чисельність | Чисельність |
| ---- | ----------- | ----------- |
| 2019 | 23 256      | [ 14 ]      |
| 2020 | 23 442      | [ 15 ]      |
| 2021 | 23 255      | [ 16 ]      |
| 2021 | 22 920      | [ 17 ]      |
| 2022 | 22 879      | [ 18 ]      |
| 2023 | 23 398      | [ 19 ]      |
| 2024 | 23 746      | [ 20 ]      |
| 2025 | 23 791      | [ 5 ]       |

| Рік  | Чисельність | Чисельність |
| ---- | ----------- | ----------- |
| 1869 | 4987        | [ 8 ]       |
| 1869 | 8189        | [ 9 ]       |
| 1880 | 8811        | [ 9 ]       |
| 1890 | 9359        | [ 9 ]       |
| 1900 | 10 240      | [ 9 ]       |
| 1910 | 12 628      | [ 9 ]       |
| 1910 | 8529        | [ 8 ]       |
| 1921 | 8986        | [ 8 ]       |
| 1921 | 13 150      | [ 9 ]       |

| Рік  | Чисельність | Чисельність |
| ---- | ----------- | ----------- |
| 1930 | 10 760      | [ 8 ]       |
| 1930 | 15 232      | [ 9 ]       |
| 1950 | 13 173      | [ 8 ]       |
| 1950 | 17 238      | [ 9 ]       |
| 1961 | 14 927      | [ 8 ]       |
| 1961 | 17 533      | [ 9 ]       |
| 1970 | 20 197      | [ 9 ]       |
| 1970 | 17 804      | [ 8 ]       |
| 1980 | 24 550      | [ 8 ]       |

| Рік  | Чисельність | Чисельність |
| ---- | ----------- | ----------- |
| 1980 | 23 146      | [ 9 ]       |
| 1991 | 24 472      | [ 9 ]       |
| 1991 | 24 872      | [ 8 ]       |
| 2001 | 24 375      | [ 9 ]       |
| 2012 | 23 549      |             |
| 2014 | 23 345      | [ 10 ]      |
| 2016 | 23 234      | [ 11 ]      |
| 2017 | 23 145      | [ 12 ]      |
| 2018 | 23 101      | [ 13 ]      |

| Рік  | Чисельність | Чисельність |
| ---- | ----------- | ----------- |
| 2019 | 23 256      | [ 14 ]      |
| 2020 | 23 442      | [ 15 ]      |
| 2021 | 23 255      | [ 16 ]      |
| 2021 | 22 920      | [ 17 ]      |
| 2022 | 22 879      | [ 18 ]      |
| 2023 | 23 398      | [ 19 ]      |
| 2024 | 23 746      | [ 20 ]      |
| 2025 | 23 791      | [ 5 ]       |

## Галерея

Архітектурні пам'ятки
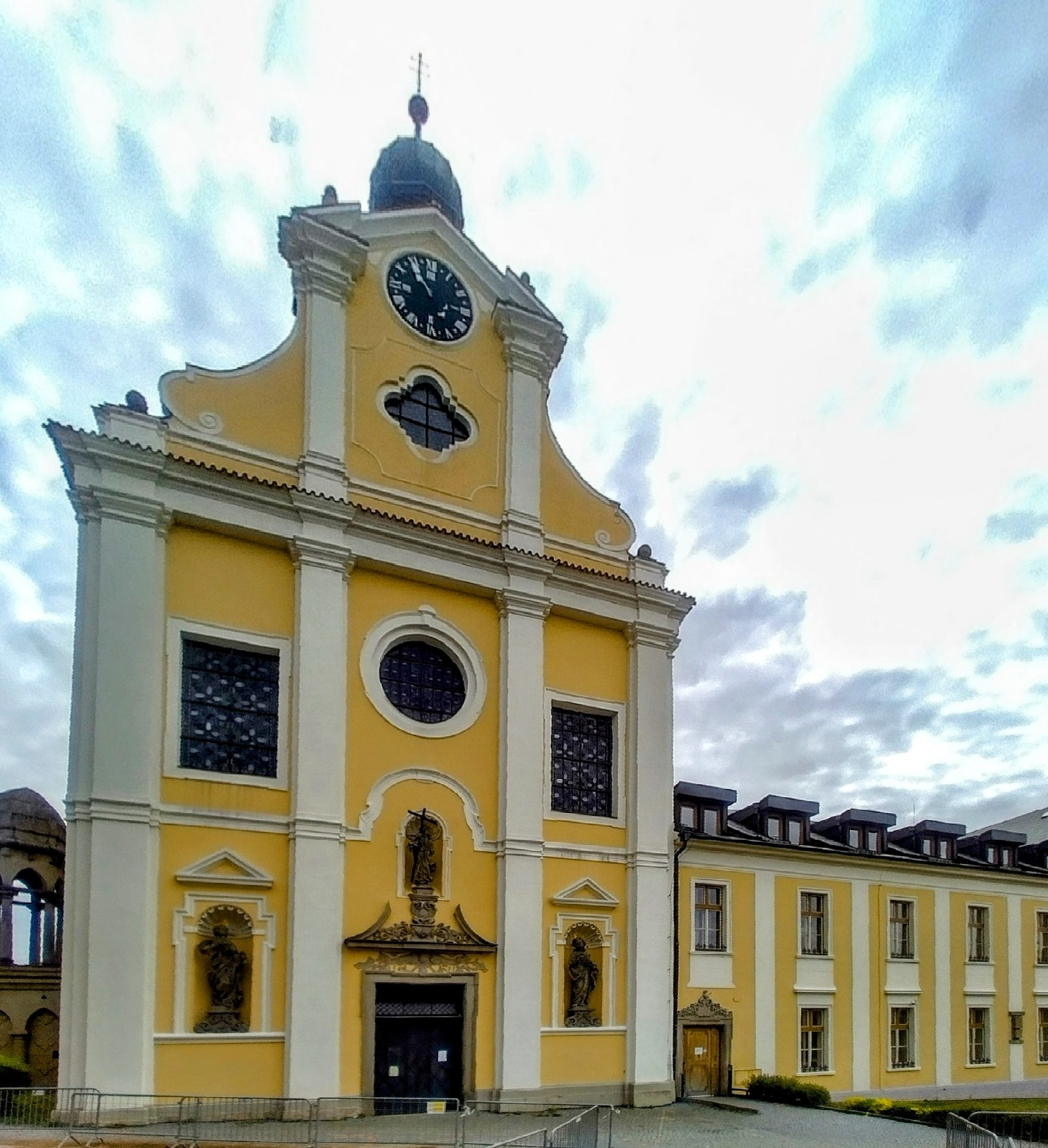
Костел Пресвятої Родини з каплицею Гробу Господнього
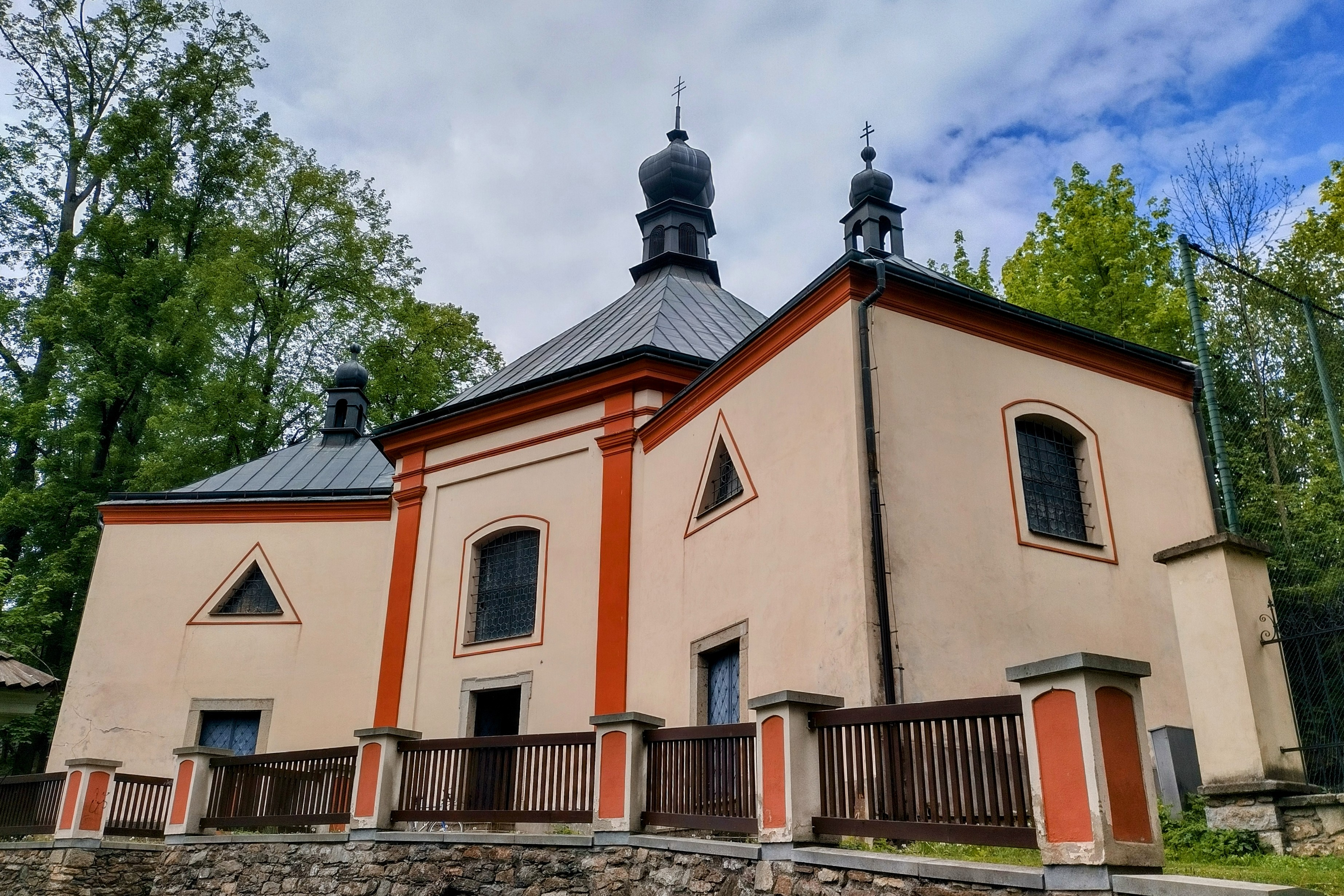
Костел Пресвятої Трійці
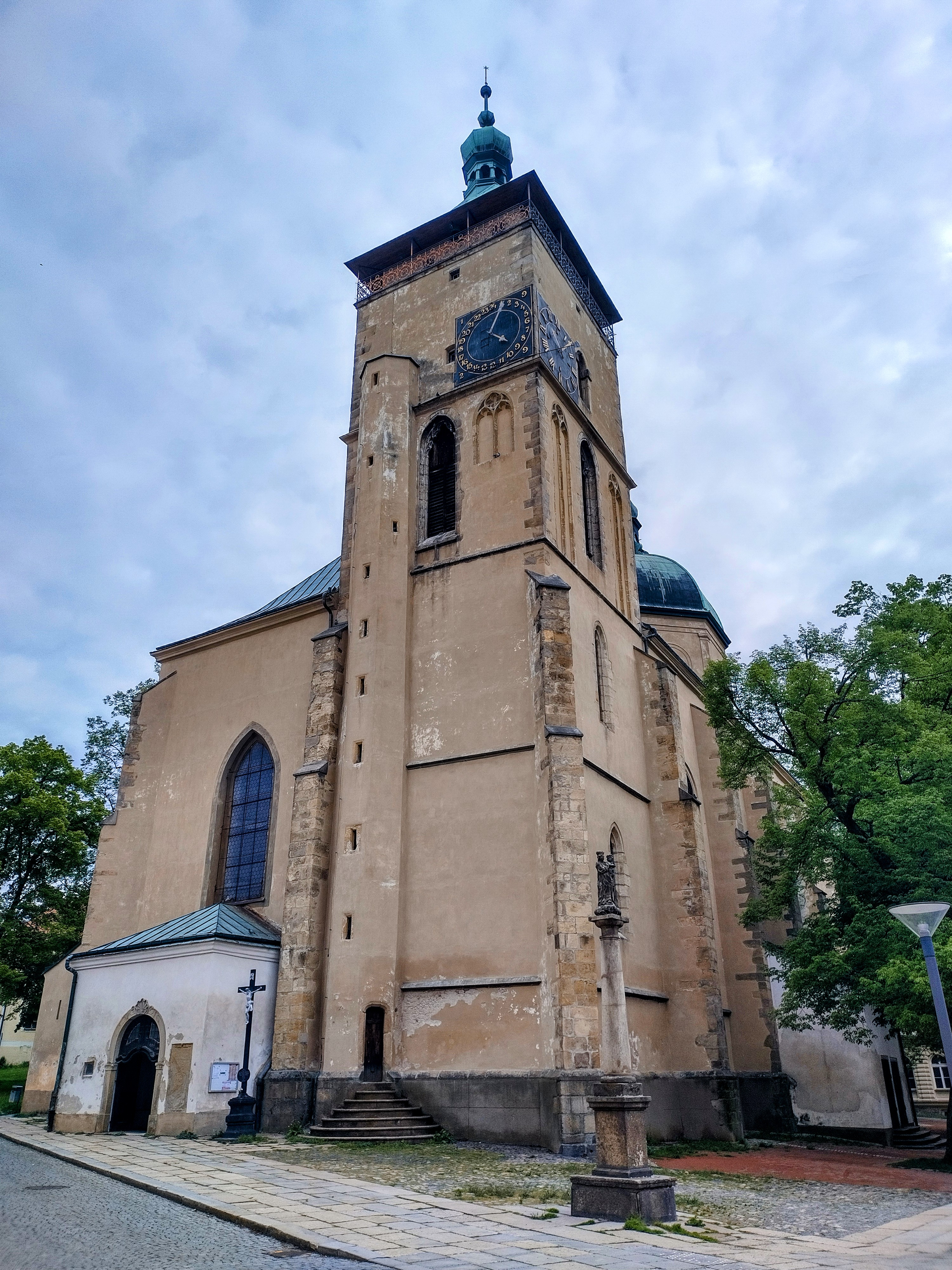
Костел Успіння Діви Марії
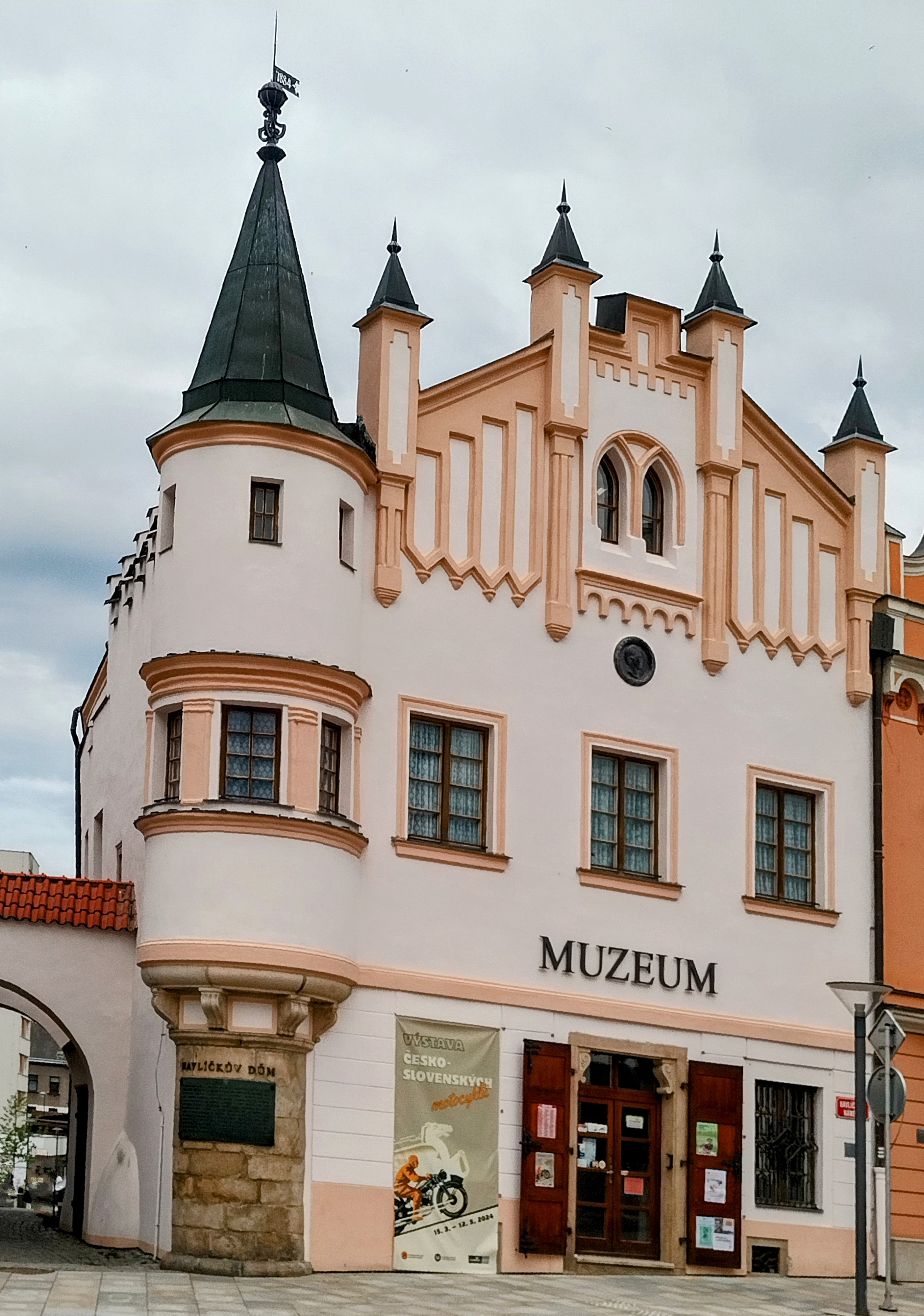
Музей краю Височина
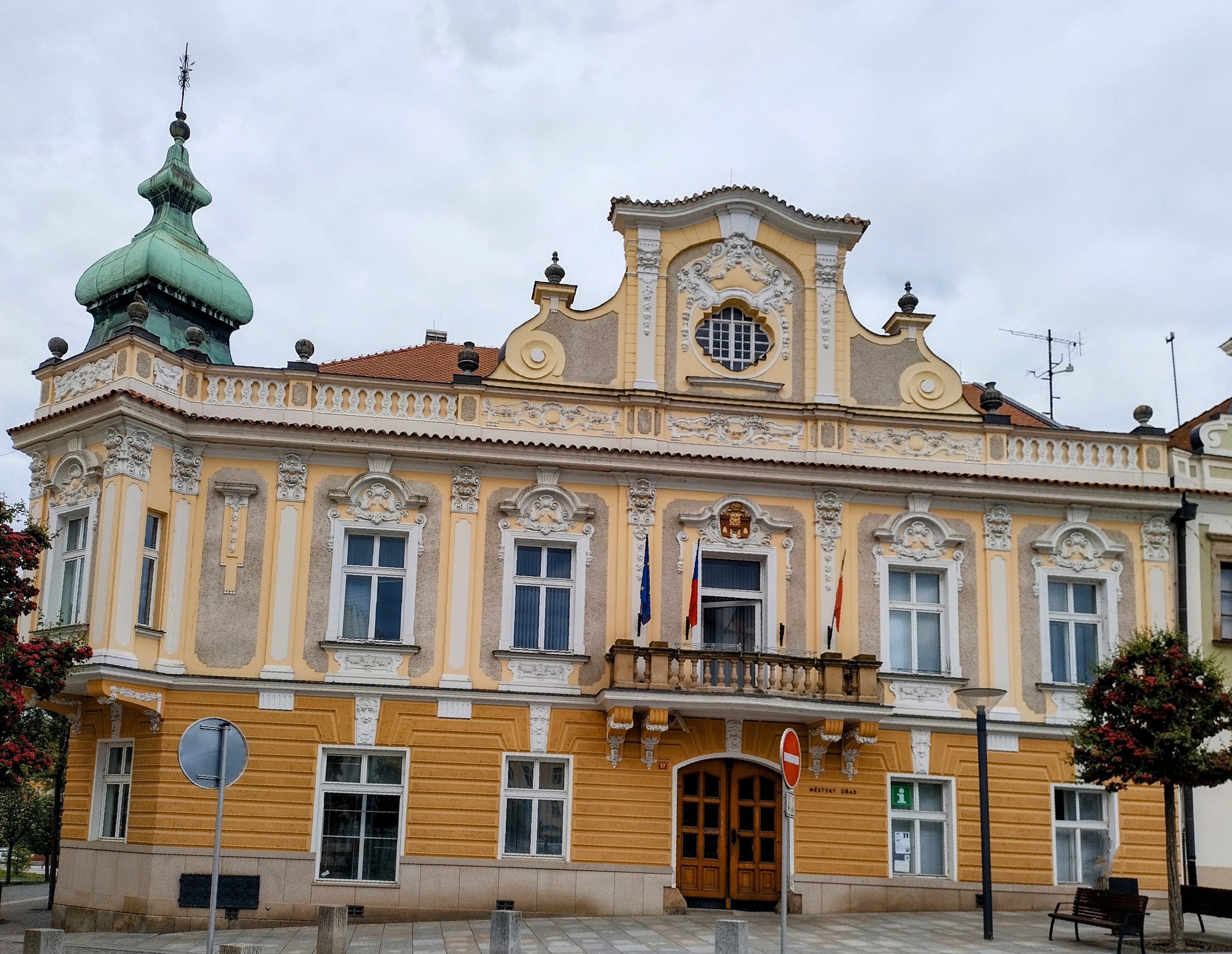
Нова ратуша
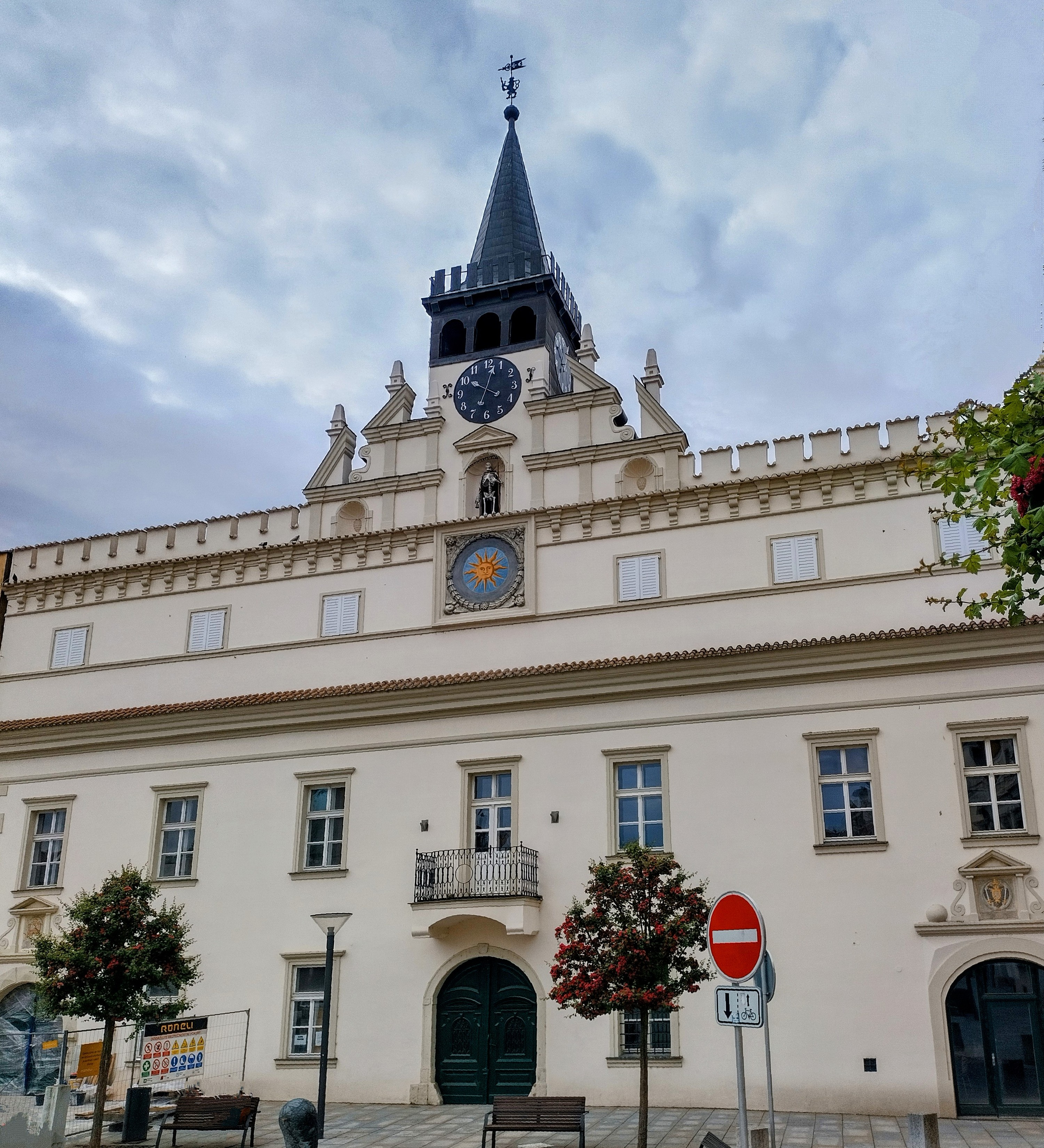
Стара ратуша
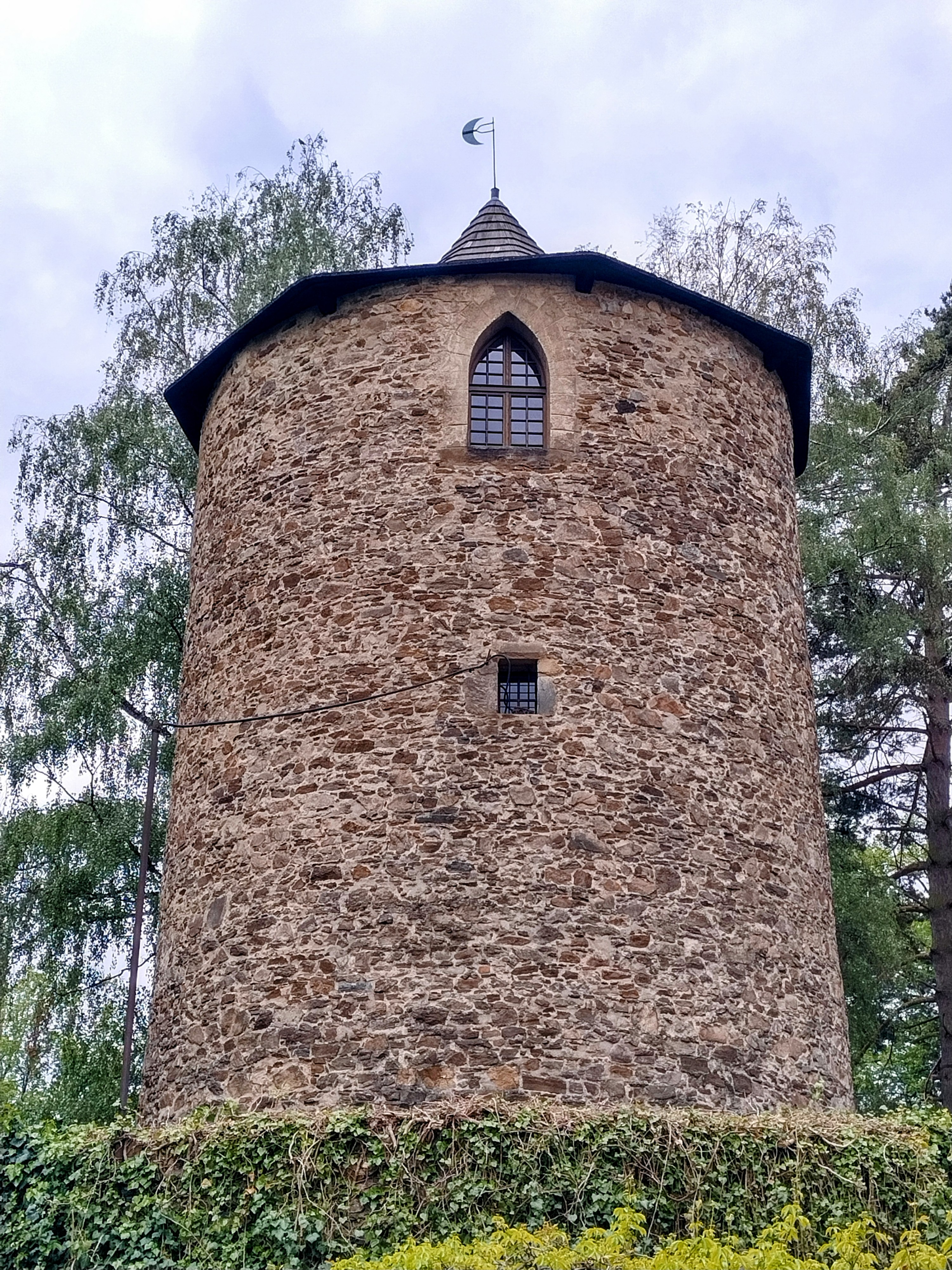
Штафлівський бастіон

Пам'ятники
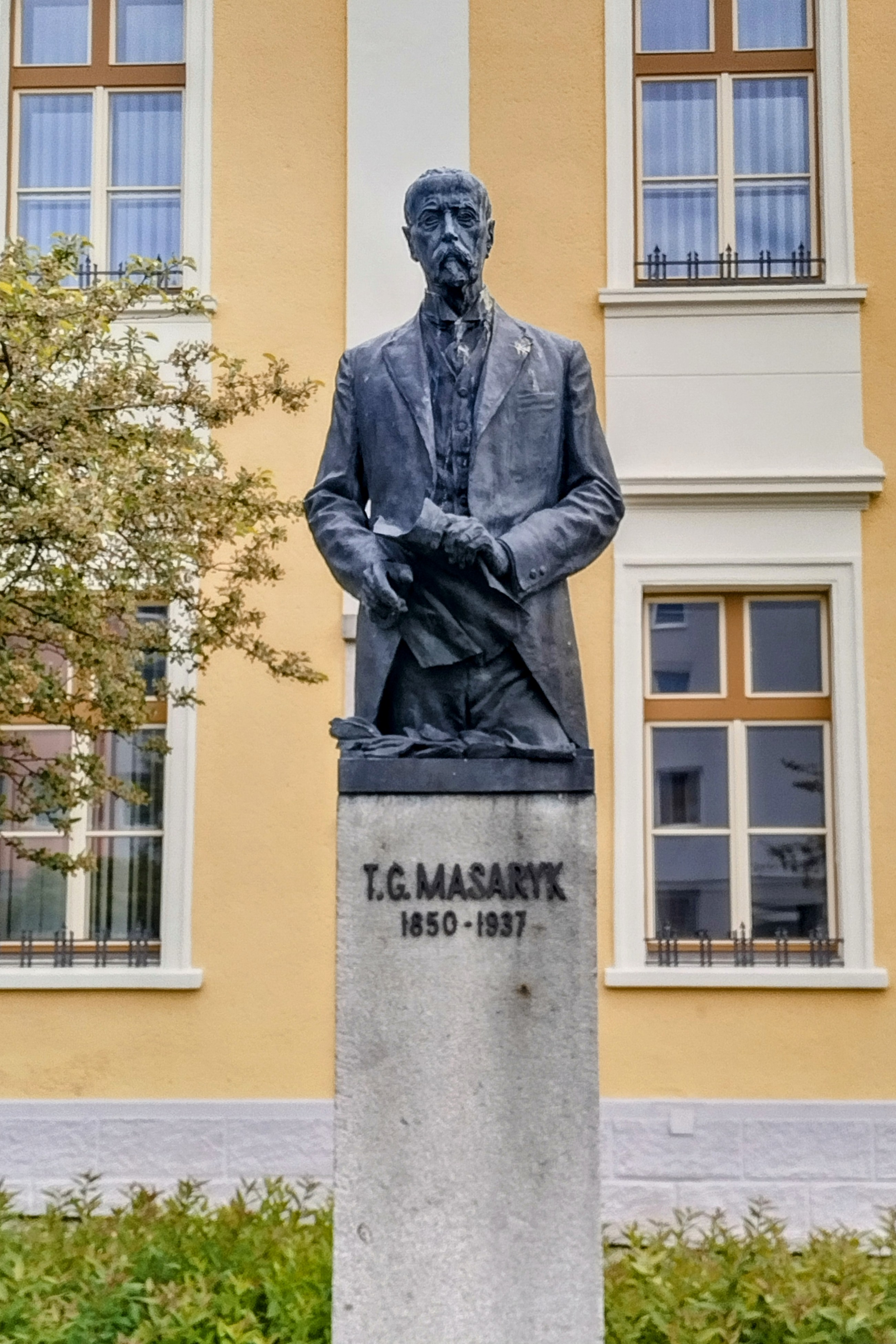
Томаш Г. Масарик
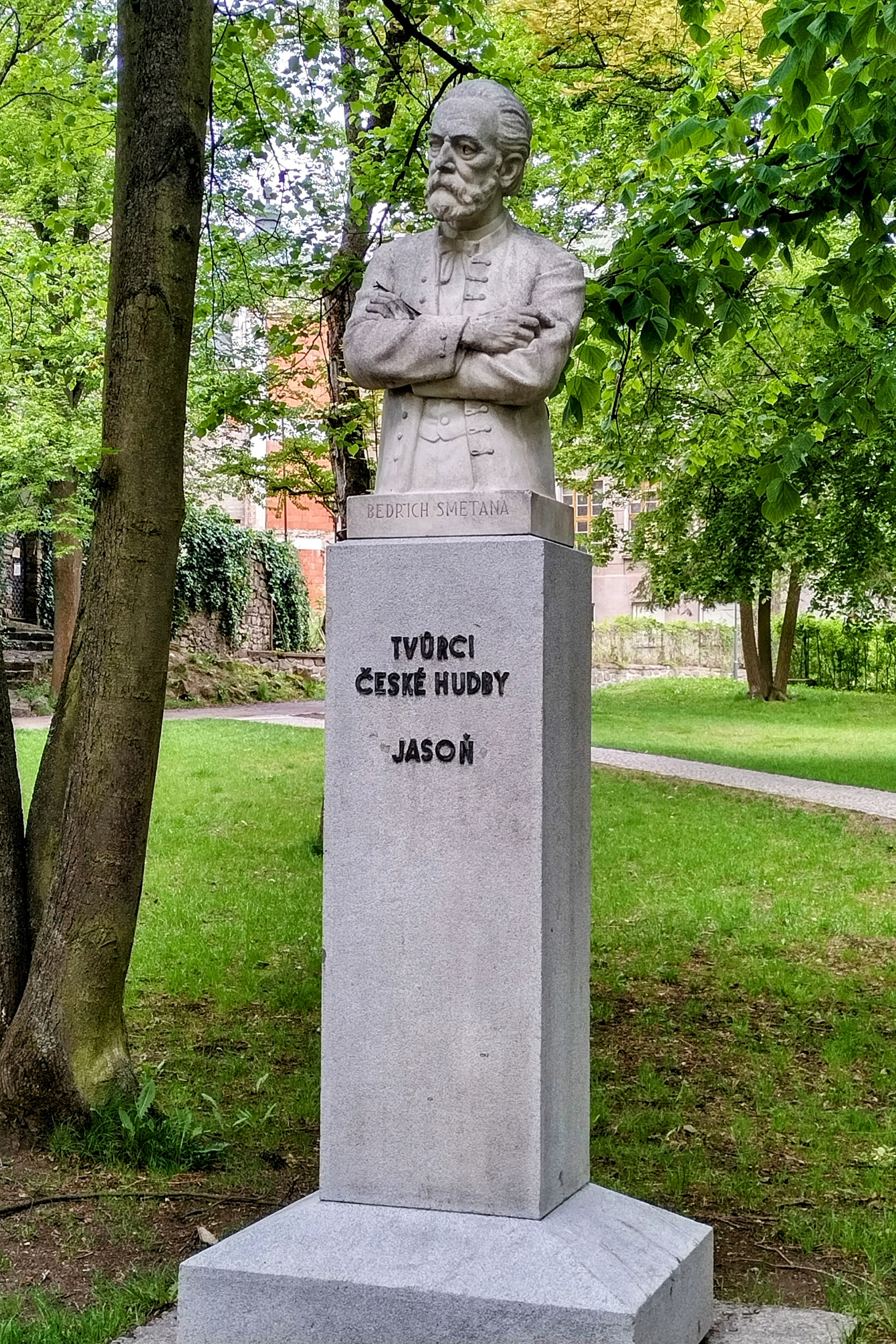
Бедржіх Сметана
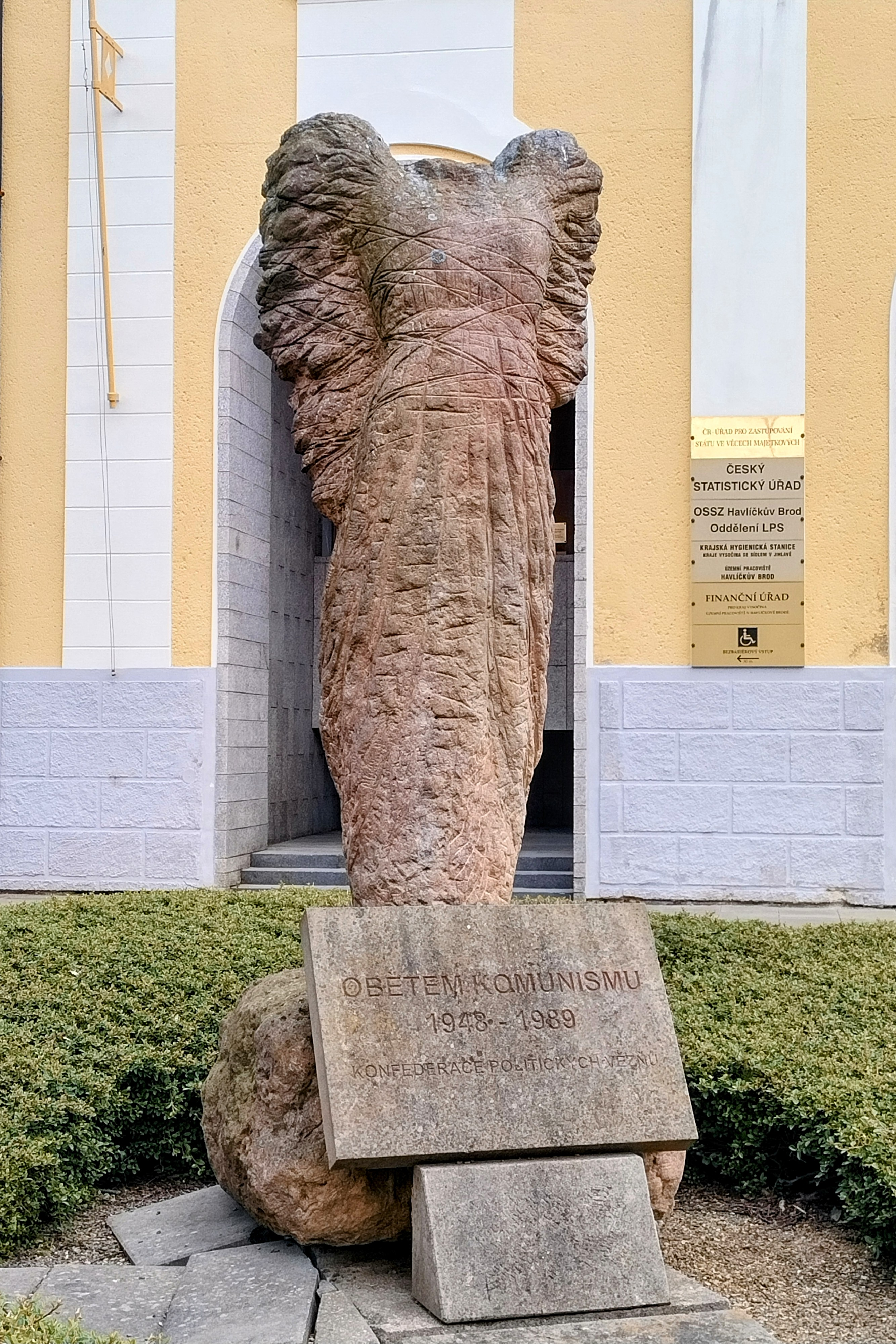
Жертвам комунізму 1948-1989 р.р.
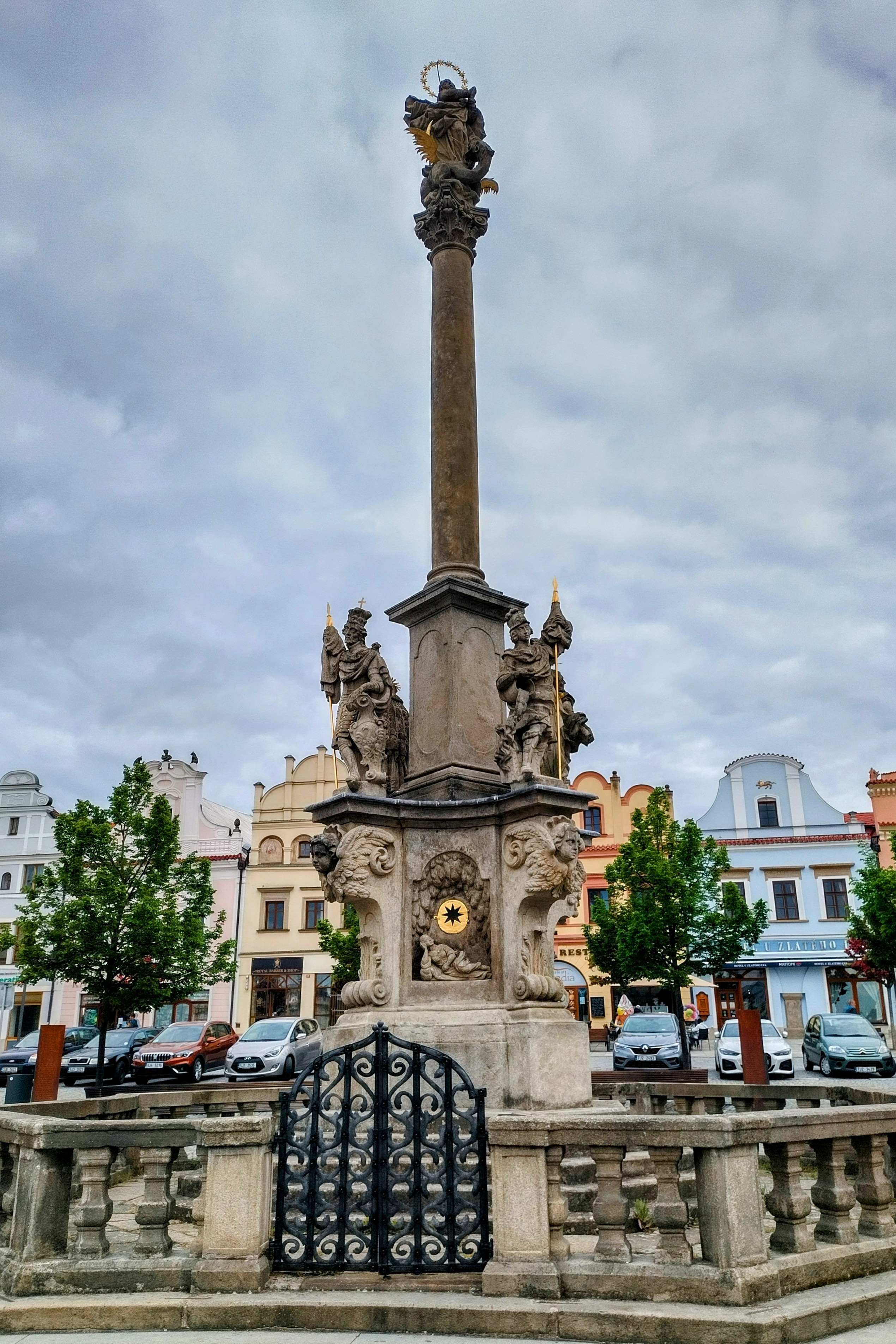
Чумний стовп
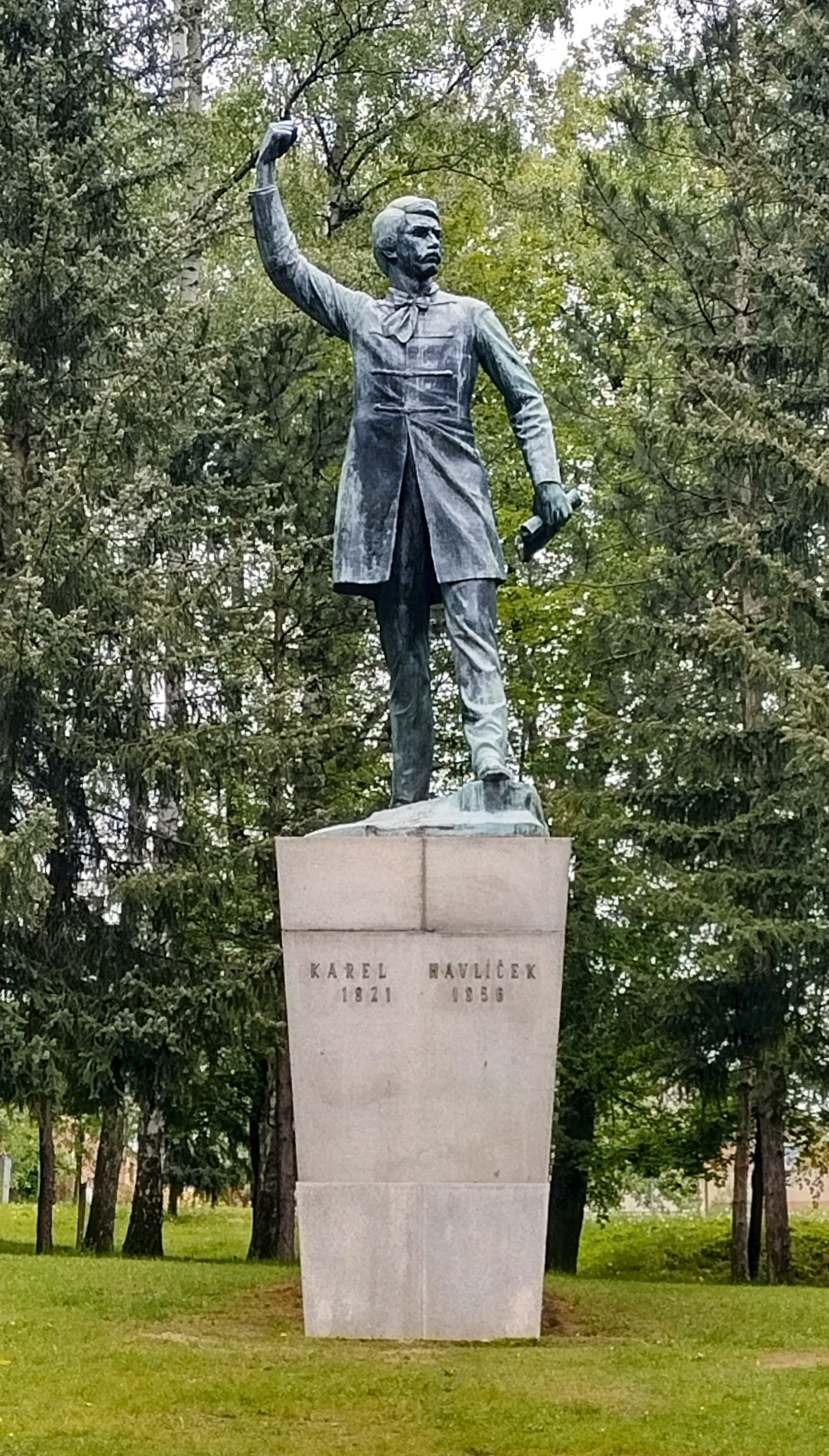
Карел Гавлічек-Боровський
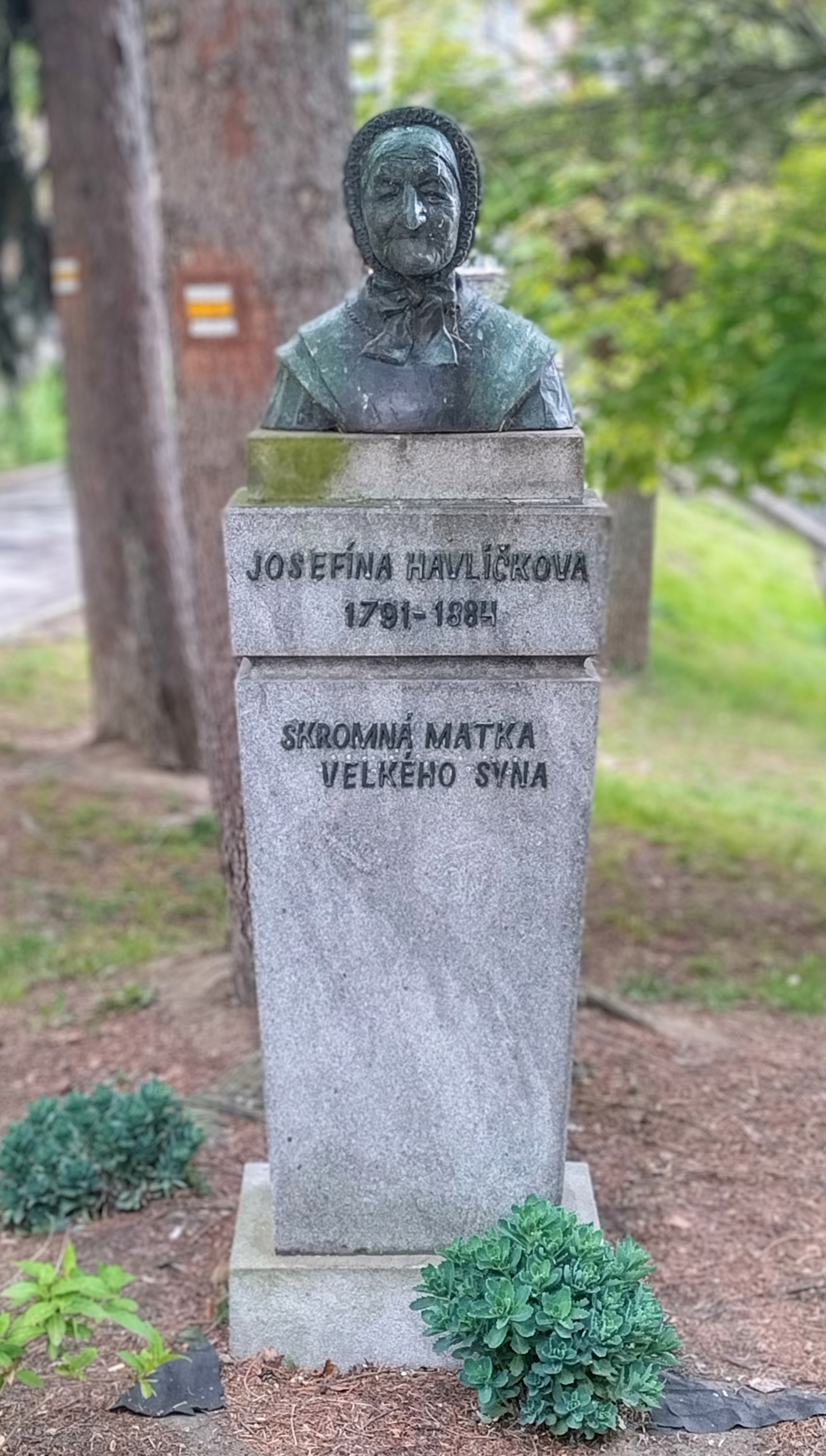
Жозефіна Гавлічкова
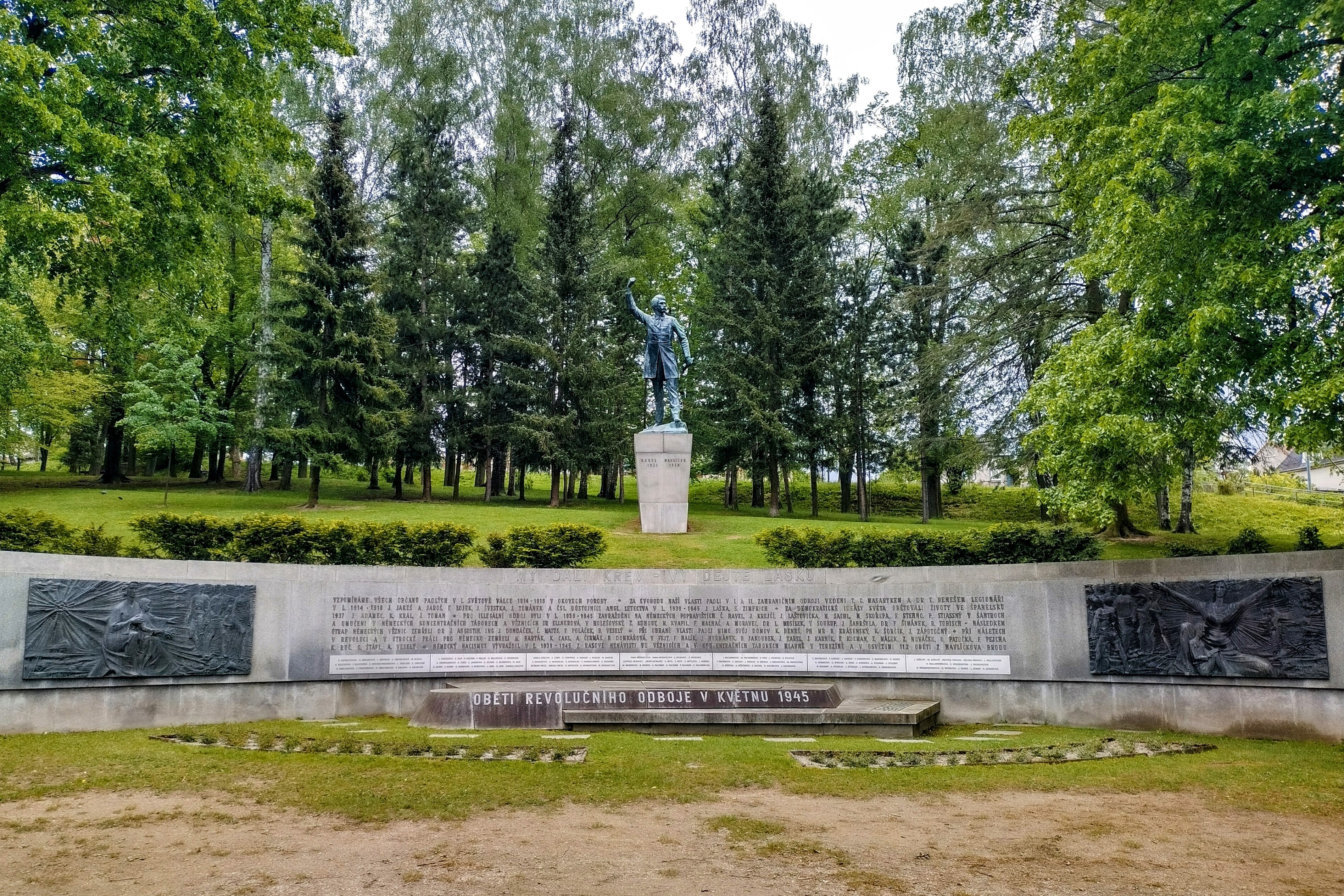
Меморіал жертвам I та II Світових війн

## Міста-побратими
- Брессаноне, Італія
- Списька Нова Весь, Словаччина